# Jüdischer Friedhof (Bad Kreuznach)

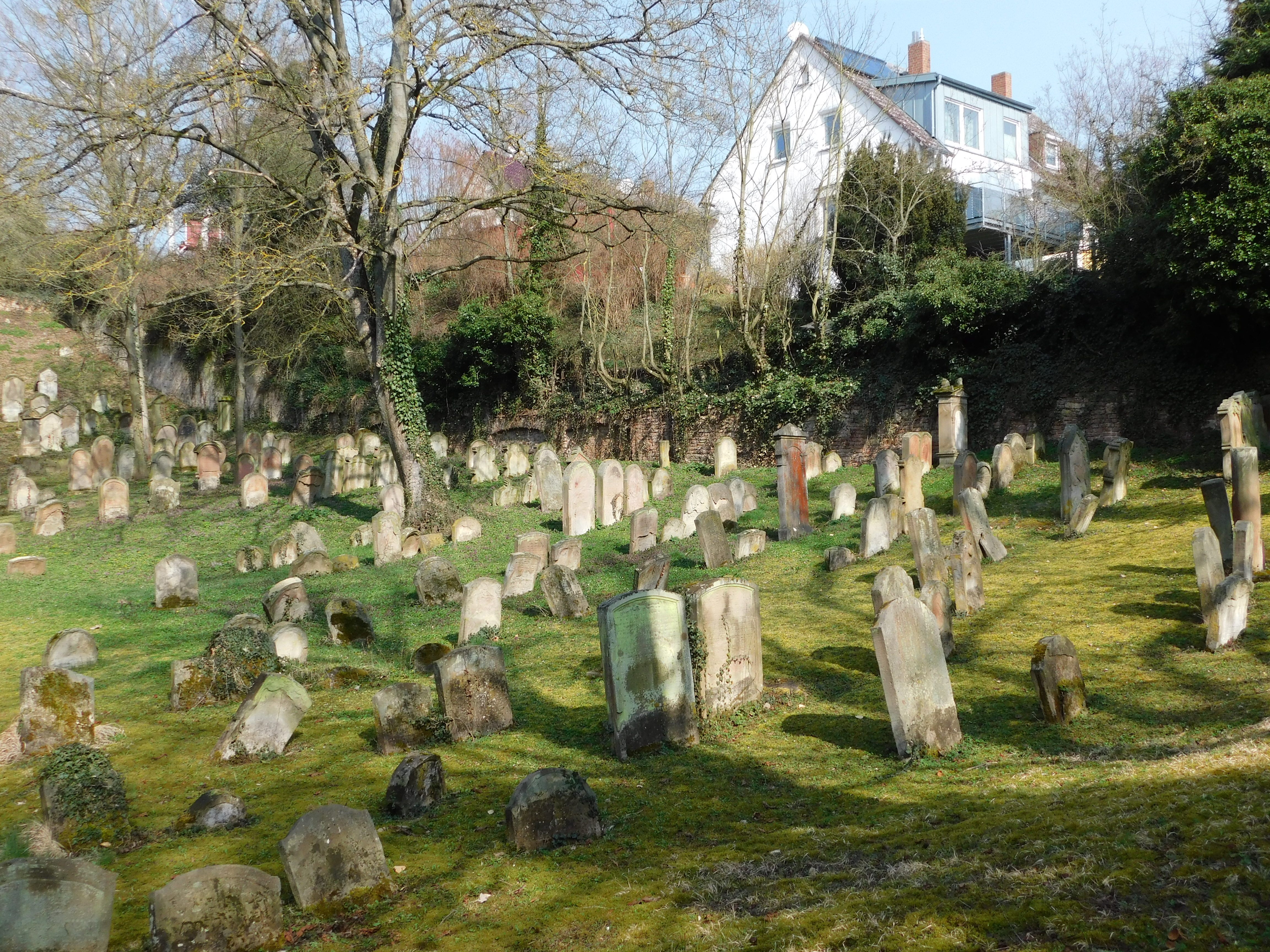
Jüdischer Friedhof Bad Kreuznach – alter Bereich (März 2018)

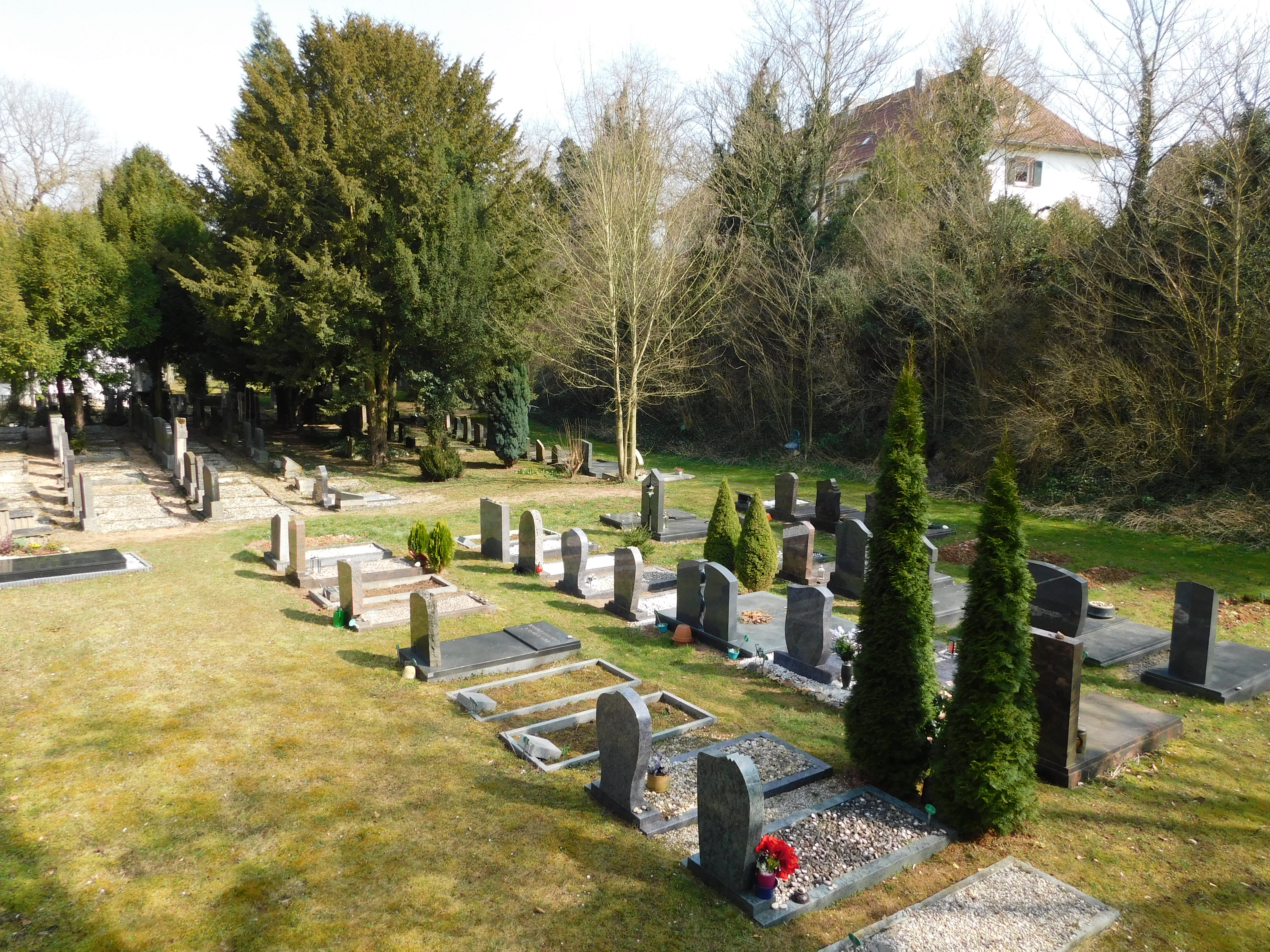
Jüdischer Friedhof Bad Kreuznach – neuer Bereich (März 2018)

Der Jüdische Friedhof Bad Kreuznach ist ein Friedhof in der Stadt Bad Kreuznach im Landkreis Bad Kreuznach in Rheinland-Pfalz. Der jüdische Friedhof an der Stromberger Straße gehört zu den größten und am besten erhaltenen jüdischen Friedhöfen in Rheinland-Pfalz.
Auf dem 7530 m² großen Friedhof, der im Jahr 1661 angelegt, von 1682 bis 1940 belegt wurde und seit 1945 wieder belegt wird, befinden sich etwa 430 Grabsteine (ca. 110 in den Distrikten A, B und C und 322 im ältesten Distrikt D). Das trichterförmige Gelände wurde 1919 erweitert. Die auf dem Friedhof befindliche Leichenhalle wurde Mitte des 19. Jahrhunderts erbaut und 1894 erweitert. Ein separates Taharahaus wird nicht mehr genutzt. Auf dem nördlichen und ältesten Teil des Friedhofes befinden sich zahlreiche, meist barocke Sandsteinplatten. Auf dem schmalen Gräberfeld südlich der Leichenhalle befinden sich Sandsteinplatten des 19. Jahrhunderts sowie eine neubarocke Marmortafel der zerstörten Synagoge.